# Wagneria vernata
Wagneria vernata là một loài ruồi trong họ Tachinidae.